# Magdalena Antonelli Moreno
Magdalena Antonelli Moreno   (San Carlos, 9 de maig de 1877 - 1955) va ser una mestra i política uruguaiana.

## Biografia
Va lluitar activament per la conquesta dels drets civils de la dona.
Va pertànyer al Partit Colorado, i va ser una de les primeres dones diputades de país i de continent; elegida en els comicis del 1942, al mateix temps que la comunista Julia Arévalo de Roche i les senadores del Partit Colorado Sofía Álvarez Vignoli i Isabel Pinto de Vidal.